# Nigel Williams (cabaretier)
Nigel Williams (Bristol, 28 oktober 1953) is een Belgisch-Britse cabaretier.

## Levensloop
Nigel Williams is afkomstig uit een eenvoudig werkmansgezin uit Bristol en volgde de grammar school.
In 1969 begon hij bij British Aerospace als arbeider. In 1976 ging Williams in Mechelen wonen en later in Antwerpen. Hij werkte onder andere als fabrieksarbeider en was vakbondsafgevaardigde voor het Algemeen Belgisch Vakverbond bij Opel Antwerpen, waar hij heeft leren spreken voor publiek. Hij brak in 2000 door als cabaretier na het winnen van Humo's Comedy Cup. Nigel kende succes in 2003 en 2004 met zijn avondvullend programma De penis monoloog, geschreven en geregisseerd door vriend Peter Perceval. Ze maakten samen nog de show Terrorist in 2005. In 2008 bracht hij het nieuws ludiek onder de loep in het discussieprogramma Volt op Eén. In 2011 liet hij zijn verhaal optekenen door journalist en goede vriend Patrick De Witte in het boek Had ik maar een vak geleerd, uitgegeven door uitgeverij Vrijdag. Sinds 2015 is Nigel ook te horen in zijn eigen podcast Tijdens De Rust.
In september 2015 kondigde Williams aan geen nieuwe zaalshows meer te zullen maken na Accident de Parcours. Na een jarenlange pauze op dit vlak, treedt hij in 2022 weer op met  De weg kwijt.  Ondertussen bleef hij bezig met zowel Britse als  Nederlandstalige stand-upcomedy. Williams is host en initiatiefnemer van Stand-Up Antwerp, een Engelstalige Comedy Club die optredens organiseert met internationale comedians. 

## Zaalshows
- 2003: De Penismonoloog
- 2005: Terrorist
- 2007: Democlash
- 2009: Geloof mij!
- 2011: Working Class Hero
- 2013: Bekendt
- 2015-2016: Accident de parcours
- 2022-2023: De weg kwijt

## Boeken
- Had ik maar een vak geleerd (2011)